# 大柴邦彦 (政治家)
大柴 邦彦（おおしば くにひこ、1958年5月5日 - ）は、日本の政治家。山梨県北杜市長（1期）。元山梨県議会議員。元山梨県議会議長。

## 経歴
1958年（昭和33年）5月5日、山梨県北杜市明野町（旧：明野村）生まれ。1977年（昭和52年）山梨県立韮崎高等学校卒業。1981年（昭和56年）亜細亜大学経営学部卒業。同年国際興業グループ山梨交通株式会社入社。2006年（平成18年）山梨貸切自動車株式会社 取締役支配人。2011年（平成23年）山梨県議会議員選挙初当選（3期）、2019年（令和元年）第128代山梨県議会議長、全国都道府県議会議長会副会長。2020年（令和2年）北杜市長選挙出馬のため山梨県議会議員を辞職。同年の市長選挙に惜敗。2024年（令和6年）の市長選挙に初当選。

## 選挙
2024年（令和6年）11月17日、任期満了に伴う北杜市長選挙に出馬。現市長の上村英司、自営業の猪原弘子を破り初当選。※当日有権者数：39,320人 最終投票率：67.95%（前回比：-5.23pts）
開票結果は当選 大柴邦彦（66歳）無所属 新 11,531票（43.60%）、上村英司（54歳）無所属 現 10,569票（39.97%）、猪原弘子（53歳）無所属 新 4,344票（16.43%）だった。
大柴は、前回2020年（令和2年）の市長選挙に山梨県議会議員を3期目の途中で辞職し出馬したが当選した上村にわずか105票差で涙をのんだ。